# Dux tractus Armoricani et Neruicani
Il Dux tractus Armoricani et Neruicani era il comandante di truppe di limitanei della diocesi delle Gallie, lungo il tratto di limes della Gallia Lugdunense, nell'ambito dell'armata imperiale costituita dal Numerus intra Gallias. Suoi diretti superiori erano al tempo della Notitia dignitatum (nel 400 circa), sia il magister peditum praesentalis per le unità di fanteria, sia il magister equitum praesentalis ed il magister equitum per Gallias per quelle di cavalleria.

## Elenco unità
Era a capo di 10 unità (o distaccamenti) collegate anche alla flotta militare imperiale del canale della Manica, di cui si conoscono i relativi comandanti:
- Tribunus cohortis I novae Armoricanae, a Grannona lungo il Litus Saxonicum;
- Praefectus militum Carronensium, a Blabia; Praefectus militum Maurorum Benetorum, a Benetis; Praefectus militum Maurorum Osismiacorum, a Osismis; Praefectus militum superventorum, a Mannatias; Praefectus militum Martensium, ad Aleto; Praefectus militum I Flaviae, a Constantia; Praefectus militum Ursariensium, a Rotomago; Praefectus militum Dalmatarum, ad Abrincatis; Praefectus militum Grannonensium, a Grannono.[4]

### Fonti primarie
- Notitia Dignitatum, Occ., I, XXXVII.

### Fonti storiografiche moderne
- J. Rodríguez González, Historia de las legiones Romanas, Madrid, 2003.
- A.K. Goldsworthy, Storia completa dell'esercito romano, Modena 2007. ISBN 978-88-7940-306-1
- Y. Le Bohec, Armi e guerrieri di Roma antica. Da Diocleziano alla caduta dell'impero, Roma 2008. ISBN 978-88-430-4677-5